# Vlag van Hedel

Vlag van de gemeente Hedel
(tot 1999)

De vlag van Hedel is het gemeentelijk dundoek van de voormalige gemeente Hedel in de Nederlandse provincie Gelderland. De vlag werd nooit officieel aangenomen.
De beschrijving luidt:
Drie banen van gelijke hoogte van blauw en geel.
De kleuren van de vlag zijn ontleend aan die van het gemeentewapen.
Op 1 januari 1999 is Hedel opgegaan in de gemeente Maasdriel, waarmee de vlag als gemeentevlag kwam te vervallen.

## Verwante afbeeldingen

Wapen van Hedel
Vlag van Boskoop
Vlag van Hoegaarden
Vlag van Papendrecht
Vlag van Rijswijk (Zuid-Holland)
Vlag van Schipluiden

Ammerzoden 
· Angerlo 
· Batenburg 
· Beesd 
· Bemmel 
· Bergh 
· Bergharen 
· Beusichem 
· Borculo 
· Brakel 
· Didam 
· Dinxperlo 
· Dodewaard 
· Dreumel 
· Echteld 
· Eibergen 
· Elst 
· Ewijk 
· Geldermalsen 
· Gendringen 
· Gendt 
· Gorssel 
· Groenlo 
· Groesbeek 
· Hedel 
· Heerewaarden 
· Hemmen 
· Hengelo 
· Herwen en Aerdt 
· Heteren 
· Heukelum 
· Hoevelaken 
· Horssen 
· Huissen 
· Hummelo en Keppel 
· Hurwenen 
· Kerkwijk 
· Kesteren 
· Laren 
· Lichtenvoorde 
· Lienden 
· Lingewaal 
· Maurik 
· Millingen aan de Rijn 
· Neede 
· Neerijnen 
· Overasselt 
· Rijnwaarden 
· Rossum 
· Ruurlo 
· Steenderen 
· Ubbergen 
· Valburg 
· Vorden 
· Wadenoijen 
· Wamel 
· Warnsveld 
· Wehl 
· Wisch 
· Zelhem 
· Zoelen